# Juan de Zúñiga y Pimentel

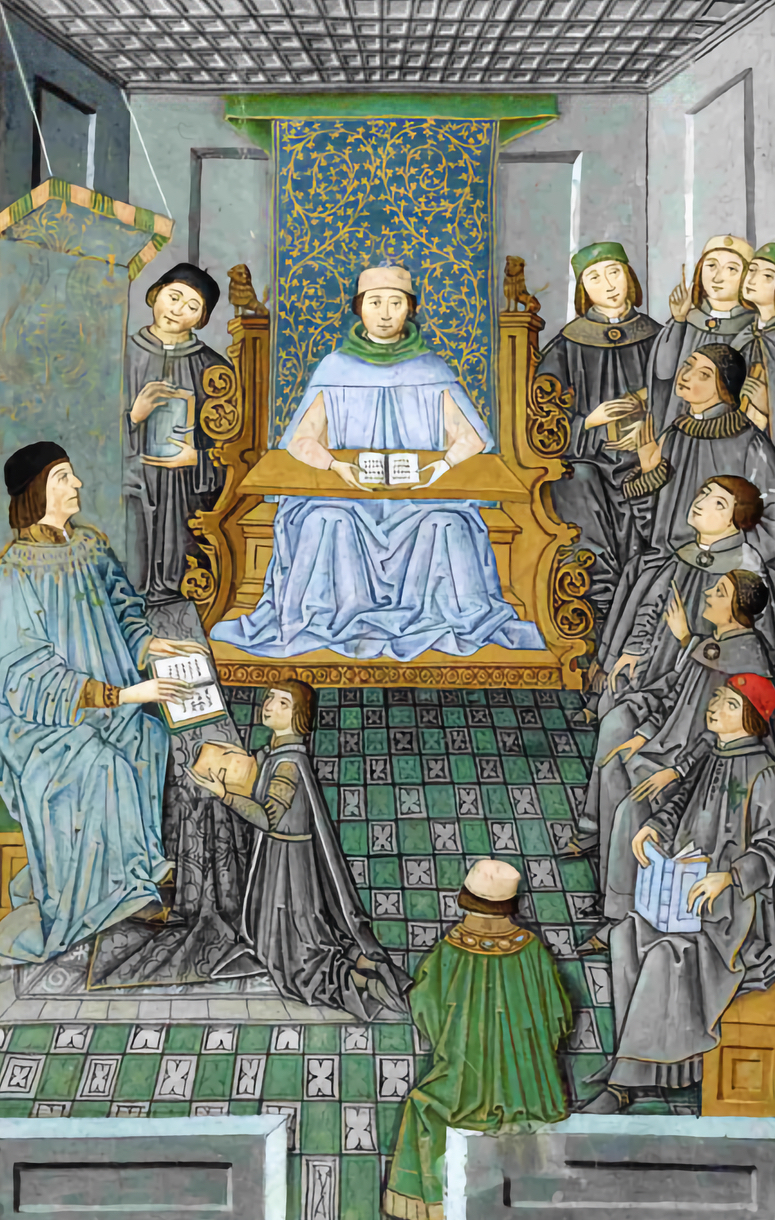
Antonio de Nebrija impartiendo una clase de gramática en presencia de Juan de Zúñiga y Pimentel. Introducciones Latinae, 1486. Biblioteca Nacional. Madrid.

Juan de Zúñiga y Pimentel (Plasencia, 1459 - Guadalupe, provincia de Cáceres, 27 de julio de 1504) fue un noble español de la Casa de Zúñiga, hijo de Álvaro de Zúñiga y Guzmán, el segundo conde de Plasencia y primer duque de Plasencia. Juan fue el último maestre de la Orden de Alcántara. Humanista, se rodeó de una corte humanística de sabios.
Participó con su Orden de Alcántara en la conquista y toma de Granada. Y también fue arzobispo de Sevilla y Primado de España y un gran mecenas en su época.

## Filiación
Hijo de Álvaro de Zúñiga y Guzmán, II conde de Plasencia, I duque de Arévalo (título revertido a la corona) y luego I duque de Plasencia, I duque de Béjar, I conde de Bañares, y de su segunda esposa Leonor Pimentel y Zúñiga, hija del Juan Alfonso Pimentel Enríquez, I conde de Mayorga, y de su esposa Juana de Zúñiga y Guzmán, su tía.

## Niñez
Fue su ayo y maestro el bachiller y deán de la catedral de Plasencia Diego Yáñez Rodríguez, conocido como Diego de Jerez, servidor desde el año 1464 de sus padres Álvaro y Leonor, condes y duques de Plasencia. El niño Juan, poco tiempo después de entrar en servicio su ayo y maestro Diego de Jerez, enfermó gravemente, por los que sus padres, los condes de Plasencia, afligidos pidieron ayuda y consuelo a su confesor fray Juan López de Salamanca, quien les encomendó rogar a San Vicente Ferrer, dominico, canonizado en 1455 por el papa Calixto III, e hicieron voto de que si lograban lo que pedían, edificarían una iglesia y convento en su honor. Juan recobró su salud y sus padres contentos mandaron edificar la iglesia y convento de San Vicente Ferrer en Plasencia, cerca de su palacio (conocido ahora como el Palacio del Marqués de Mirabel). El duque Álvaro hizo el 22 de julio de 1477 donación de la iglesia y convento a la Orden de los Predicadores de Santo Domingo de Guzmán. Los duques de Arévalo dotaron al convento de rentas y dispusieron se instalaran dos cátedras de teología y una de artes para conseguir una buena educación de los estudiantes extremeños. Después de trágicos sucesos y descuido el convento se ha convertido en el Parador de Plasencia.
Estuvo entre los pajes del Infante Alfonso, luego fugazmente rey Alfonso XII, (el infante Alfonso fue entregado al conde de Plasencia, Álvaro de Zúñiga y Guzmán, para su educación y custodia, después del pacto con el rey Enrique IV firmado en Valladolid el 25 de octubre de 1464) Juan de Zúñiga y Pimentel y Gonzalo Fernández de Córdova, en el acto del destronamiento simbólico del rey Enrique IV el Impotente realizado en Ávila el 5 de junio de 1465, donde su padre Álvaro, conde de Plasencia, le quitó la espada al muñeco que representaba la persona del rey.

## Maestre de la Orden de Alcántara
A la muerte del maestre de la Orden de Alcántara frey Gutierre de Sotomayor y Aza a principios de 1455, pidió el rey Enrique IV de Castilla al papa Calixto III le concediese la administración del maestrazgo de la Orden de Alcántara, teniendo en cuenta los grandes gastos que la guerra con los moros le ocasionaba, a lo que el papa accedió. La Orden de Alcántara poseía las fortalezas en Santibáñez el alto, San Vicente de Alcántara y Valencia de Alcántara a la frontera de Portugal, en la provincia de Cáceres, así como las fortalezas en Magacela, Benquerencia, Capilla y Zalamea la Serena en la provincia de Badajoz. En febrero de 1458 el rey Enrique IV propuso dar el maestrazgo de la Orden a Gómez de Cáceres y Solís, su mayordomo y de su consejo, quien fue elegido por los freires de la Orden en el capítulo celebrado el 10 de abril de 1458. El clavero de la Orden de Alcántara, frey Alonso de Monroy, después de haber librado una batalla victoriosa contra el maestre Gómez de Cáceres, propuso a los freires de la Orden su deposición, acusándolo de traición al rey Enrique IV, enajenación de villas y encomiendas de la Orden a favor de sus parientes, malos tratamientos a sus súbditos y vasallos, y de pedir al papa Paulo II la deposición. Los autos de la deposición fueron formulados en el claustro de la iglesia mayor de Salamanca el 16 de agosto de 1470 por Diego Sánchez de Burgos, notario apostólico.
La duquesa de Arévalo, Leonor, viendo el caos en que se encontraba la Orden de Alcántara y deseando alcanzar el maestrazgo de la Orden para su hijo Juan, que contaba los trece años de edad, suplicó al rey de Castilla y León, Enrique IV, le diera licencia y ayuda para conseguirlo. Los duques tenían también buenas relaciones con el papa Sixto IV, quien siendo general de la Orden de San Francisco visitó los conventos españoles y fue agasajado espléndidamente por los duques de Arévalo y establecieron una amistad muy sincera. La duquesa Leonor envió un memorial al papa Sixto IV pidiendo el vacante maestrazgo de la Orden de Alcántara para su hijo Juan. El papa Sixto IV accedió la súplica y concedió por breve, fechada en Roma el 10 de marzo de 1472, la provisión del maestrazgo de la Orden de Alcántara a Juan de Zúñiga, cuando este estuviese vaco por muerte o renuncia de su poseedor y que no se procediese a elección de otro maestre. La duquesa Leonor, mujer muy varonil que gobernaba los estados del duque Álvaro, por ser él ya de edad avanzada y estar enfermo, hizo notificar a los caballeros de la Orden de Alcántara de las provisiones y ordenanzas del rey Enrique IV y de la bula del papa Sixto IV.
Frey Alonso de Monroy, clavero de la Orden de Alcántara, estando en la fortaleza de Alcántara, fue elegido maestre el 19 de octubre de 1472, por los freires de la Orden, pero que no fue reconocido ni por los duques de Arévalo, ni por el maestre depuesto, Gómez de Cáceres y Solís, quien se resistía con las armas. El depuesto maestre Gómez de Cáceres y Solís falleció en Magacela, Badajoz, en marzo de 1473. Alonso de Monroy se hizo elegir, estando nuevamente en Alcántara, maestre por los freires de la Orden el 28 de mayo de 1473 Francisco de Solís, sobrino del depuesto maestre, invitó meses después a Alonso de Monroy a Magacela, donde lo hizo prisionero, y se hizo elegir maestre por los freires de su adicción.
Los duques de Arévalo viendo los reñidos encuentros entre los pretendientes al maestrazgo y el caos en que la Orden de Alcántara seguía, rogaron al papa Sixto IV que les concediese la gracia prometida, de proveer a su hijo Juan el maestrazgo de la Orden de Alcántara, por estar vaco a la muerte del maestre Gómez de Cáceres. El papa Sixto IV por bula, fechada en Roma el 27 de abril de 1474, concede el maestrazgo de la Orden de Alcántara a Juan de Zúñiga y Pimentel, dispensa de edad para poder vestir el hábito de San Benito y durante la minoría de edad de Juan, la administración y gobierno del maestrazgo a Álvaro de Zúñiga y Guzmán, I duque de Arévalo, su padre, así como manda a los miembros de la Orden obedecerlos, guardarles la debida fidelidad y darles pleito homenaje y juramento.
Viendo la duquesa que algunos de los caballeros de la Orden no obedecían y los otros protestaban, levantó las gentes de guerra del ducado e hizo poner sitio a la fortaleza de Alcántara. Después de algún tiempo de disturbios, debates y contiendas, el duque de Arévalo y su hijo Juan, acompañados por fray Álvaro de Paz, deán de la iglesia de Salamanca, designado ejecutor apostólico, vinieron al convento y villa de Alcántara. El día lunes 23 de enero de 1475 en la iglesia de Santa María de Almocóvar, Juan de Zúñiga y Pimentel vistió el hábito con la cruz en sinople (verde) flordelisada, bajo la regla de san Benito, se hizo freile, tomó posesión del maestrazgo de la Orden de Alcántara y el duque de Arévalo, Álvaro de Zúñiga y Guzmán, como su padre y curador, tomó posesión de la administración y gobierno de la Orden de Alcántara, de acuerdo a la bula papal. Los miembros presentes de la Orden de Alcántara juraron el 24 de enero de 1475 obedecer y haber por maestre a Juan de Zúñiga y por administrador y gobernador al duque de Arévalo, su padre.
Dos fuertes contrarios, frey Francisco de Solís y frey Alonso de Monroy comenzaron a amenazar en 1475 a Juan de Zúñiga y Pimentel, reclamando para sí el maestrazgo de la Orden de Alcántara. Alonso de Monroy logró en 1474 fugar de su prisión en Magacela y se puso en servicio de la reina Isabel I de Castilla "la Católica", hasta 1476, cuando los duques de Arévalo firmaron las capitulaciones con la reina Isabel, cesando así la enemistad que había surgido durante la guerra civil. Alonso de Monroy, perdido el apoyo de los reyes católicos, se hizo su enemigo.
A pedido de los duques de Arévalo el papa Sixto IV por bulas de 9 de junio y 20 de diciembre de 1477 confirma el maestrazgo de la Orden de Alcántara a Juan de Zúñiga y la gobernación de la Orden a su padre, el duque de Arévalo, declara nula y de no tener ningún valor la elección de frey Alonso de Monroy y manda a los miembros de la Orden, que están en fidelidad con frey Alonso de Monroy, se aparten de su obediencia.
Juan de Zúñiga es reconocido como maestre de la Orden de Alcántara y su padre como administrador de la Orden por los Reyes Católicos, Isabel y Fernando, en las capitulaciones con la Casa de Zúñiga, representada por el duque de Arévalo, Álvaro de Zúñiga y Guzmán, firmadas el 10 de abril de 1476. y confirmados los nombramientos y ejecución, de acuerdo a las bulas del papa Sixto IV, por real provisión de los Reyes Católicos, fechada en Toledo el 25 de julio de 1480.
Desde la villa de Alcántara los caballeros de la Orden, a instancias del maestre Juan de Zúñiga y del duque de Arévalo, hicieron una guerra cruel y cruda al ejército portugués desde 1474. Juan de Zúñiga tomó parte en las negociaciones por la paz con Portugal, que comenzaron en marzo del año 1479 en la fortaleza de Alcántara en su poder, en presencia de la reina Isabel I de Castilla "la Católica". Se concertó entre la reina Isabel I de Castilla y la infanta Beatriz, duquesa de Braganza y cuñada del rey Alfonso V de Portugal, representante de Portugal, concordia y paz entre los reyes y reinos de Castilla y Portugal. Las negociaciones finalizaron el 20 de febrero de 1480.
Durante su Maestrazgo, Juan de Zúñiga y Pimentel, juntó capítulo en Plasencia, donde se redactaron las segundas definiciones de la Orden de Alcántara, que se venía rigiendo por las del año de 1384. En la fortaleza de la Orden de Alcántara en Alcántara, Cáceres, hizo construir una séptima torre, la llamada "del Horno" e hizo reconstruir el convento.

## Participación en la Guerra de Granada
Don Juan participó con toda la caballería de su Orden de Alcántara y la gente de guerra del duque de Plasencia y Béjar al mando de su medio hermano Francisco de Zúñiga y Manrique de Lara y de su sobrino Álvaro II de Zúñiga y Guzmán en la guerra de Granada contra los moros desde sus comienzos en el 1482. Toma parte en la conquista de Loja en el 1484 y de Vélez Málaga en el 1485. Se destaca por su lucha valerosa en el cerco y conquista de Málaga en el 1487, así como por el botín que se recogió de la ciudad y del gran número de cautivos cristianos que se libertaron. Participó en la conquista de Baza, a la victoria final de la guerra de Granada y a la rendición del Rey Moro Boabdil.
Los reyes católicos le concedieron en reconocimiento de sus servicios por real cédula de 21 de febrero de 1489 unas tierras en el término de Segovia, que fueron confiscadas por delito de herejía a Juan López de Azainel, vecino de Segovia.
El maestre de la Orden de Alcántara, Juan de Zúñiga y Pimentel, es uno de los personajes, que en el privilegio rodado de asiento y capitulaciones para la entrega de la ciudad de Granada a los Reyes Católicos, fechado en Santa Fe el 30 de diciembre de 1491, confirma la escritura de capitulación hecha el 25 de noviembre de 1491 entre los Reyes Católicos y los alcaides Yusef ibn Comixa y Abu-Casim al Muley, en nombre de Boabdil, rey de Granada, y está presente en la ceremonia de la entrega de la ciudad de Granada el 2 de enero de 1492.

## Renuncia al maestrazgo de la Orden de Alcántara
La reina Isabel "la Católica" después de la conquista y toma de Granada, resolvió incorporar los maestrazgos de las Órdenes Militares de Caballeros a la Corona de España. Decisión tomada con anterioridad por el rey Fernando II de Aragón "el Católico", quien a su petición, el papa Inocencio VIII le concede por breve de 18 de diciembre de 1491 el maestrazgo de la Orden de Alcántara, para cuando el cargo este vacante por muerte o renuncia de su poseedor.
Juan de Zúñiga, maestre de la Orden de Alcántara, da poder por escritura fechada en Madrid el 20 de noviembre de 1494 a frey Sebastián de Gricio, guardián del monasterio de San Antonio de Las Garravillas, Cáceres, para trasmitir a los Reyes Católicos los capítulos, facultades, renuncia y capitulación de la resignación del maestrazgo de la Orden de Alcántara, por las que se reservó la administración y las rentas del partido de La Serena, la dependencia inmediata del papa y un millón de renta por el partido de Alcántara. Además preveía poder recibir las sagradas órdenes y disfrutar de dignidades eclesiásticas, así como dispensa de simonía. y
Frey Sebastián de Gricio, guardián en Las Garravillas, Cáceres, declara por escritura de 20 de noviembre de 1494 en nombre de Juan de Zúñiga de los capítulos cumplidos y de los que restan por cumplir por parte de los Reyes Católicos de las capitulaciones firmadas por los reyes y por Juan de Zúñiga, maestre que fue de la Orden de Alcántara, sobre la resignación del maestrazgo. Incluye los capítulos cumplidos.
Se le concedió por reales cédulas fechadas en Madrid, el 22 de diciembre de 1494:
- Aceptación de la resignación del maestrazgo de la Orden de Alcántara y promesa de darle todo favor y ayuda como fiel servidor.[42]
- Orden a Fernando Álvarez de Toledo, secretario real y alcaide de la fortaleza de Castilnovo, Badajoz, y a su hijo frey Diego López de Toledo, comendador de la encomienda de Castilnovo, para que entreguen la fortaleza de Castilnovo, Badajoz, a Juan de Zúñiga, a quien los Reyes Católicos le han concedido.[43]
- Seguridad y promesa real de proveer a la persona que él indicare de una canonjía en la catedral de Toledo o su equivalente.[44]
- Perdón y remisión de bienes a Diego de Guzmán, alcaide de la fortaleza de Alcántara, y a Juan Rodríguez de Acero, por haber prestado ayuda a judíos expulsados y por sacar cosas vedadas.[45]
- Licencia a Gonzalo de Quirós, comendador de Alcántara, para que pueda vivir con Juan de Zúñiga, excusándolo del servicio de continuo en su encomienda y los llamamientos de guerra, salvo la obligación de ofrecer armas y efectivos, cuando las circunstancias lo exijan, conforme a su calidad.[46]
- Garantía del cumplimiento del deseo de Juan de Zúñiga de mantener al frente de la encomienda de La Puebla a Juan Méndez, su secretario, en tanto adquiere la mayoría de edad para su disfrute Marcelo, hijo de Antonio de Lebrija.[47]

Alonso Álvarez, en nombre de Fernando Álvarez de Toledo, secretario real, hace constar por escritura de 20 de diciembre de 1494, sobre la cantidad de dinero que dio a frey Sebastián de Gricio, guardián de Las Garravillas, en nombre de Juan de Zúñiga, maestre que fue de la Orden de Alcántara, en virtud de la concordia que los Reyes Católicos habían suscrito con este, sobre las rentas de un año del Partido de Alcántara.
Los Reyes Católicos autorizan por escritura de 11 de abril de 1495 a frey Sebastián de Gricio, guardián de Las Garravillas, trasmitir a Juan de Zúñiga el parecer de ellos sobre el mantenimiento de los caballeros de la Orden de Alcántara con hábito pero sin encomienda, la libranza del dinero para descargo del alma del duque de Béjar y Plasencia, su padre, y los capítulos sobre la resignación del maestrazgo.

## Conflictos a la muerte de su padre, Álvaro de Zúñiga y Guzmán, I duque de Béjar y Plasencia
Surgieron conflictos por la herencia de su padre, Álvaro de Zúñiga y Guzmán, I duque de Béjar y Plasencia, fallecido el 10 de junio de 1488 en Béjar. Según su último testamento, de fecha 21 de julio de 1486, heredaba sus títulos y mayorazgos, como sucesor de su casa, su nieto Álvaro II de Zúñiga y Guzmán. Su hijo Diego no queriendo reconocer las cláusulas testamentarias, comenzó a titularse II duque de Béjar y Plasencia, también Juan comenzó a titularse II duque de Plasencia y señor de Mirabel. Los conflictos se fueron resolviendo en el transcurso del tiempo.
Álvaro II de Zúñiga y Guzmán, II duque de Béjar y Plasencia, como sucesor y heredero de su abuelo Álvaro, convino, por capitulación firmada en Alba de Tormes, Salamanca, el 29 de julio de 1488, dar compensación económica a sus tíos Juan de Zúñiga y Pimentel, maestre de la Orden de Alcántara, y a Álvaro de Zúñiga y Manrique de Lara, Prior de Castilla en la Orden de San Juan de Jerusalén, a causa de la sucesión.
Por escritura de 3 de abril de 1490, Sevilla, confirma Juan de Zúñiga y Pimentel, maestre de la Orden de Alcántara, ceder el lugar de Mirabel a favor de su medio hermano Francisco de Zúñiga y Manrique de Lara, de acuerdo al testamento del padre de ambos.
Litigió con el convento de la Santísima Trinidad, Valladolid, Orden de la Santísima Trinidad, sobre el cumplimiento de las cláusulas del testamento de su bisabuelo Diego López de Zúñiga. Ejecutoria del pleito de 7 de agosto de 1495.

## Vida religiosa, mecenazgo
Juan de Zúñiga y Pimentel fundó en 1494 en Villanueva de la Serena (Badajoz), el monasterio de San Benito, también conocido como palacio prioral, donde se recogió con tres frailes y tres caballeros de su orden y profesó, recibiendo del papa las mismas inmunidades que tenía el convento de Alcántara. En su convento se dedicó al estudio bajo la dirección de su protegido el maestro Antonio de Nebrija, quien le dedicó su "Diccionario latino-español", se interesó por derecho, teología, astrología, música.
Hizo construir en 1496 su palacio en Zalamea de la Serena (Badajoz), adosado en el flanco occidental del castillo existente. Actualmente sólo se conserva la fachada, con puerta de acceso al castillo, y una cornisa con su escudo labrado en piedra. Juan era muy erudito y gran mecenas, rodeado de eminentes personajes de su época, gran amigo del humanista Elio Antonio de Nebrija, quien pasó algunos años en Zalamea, donde Nebrija escribió la primera gramática castellana, gramática latina, diccionario de derecho civil, diccionario castellano y con quien celebraba coloquios en su palacio de Zalamea. Los mencionados manuscritos de Nebrija conserva la Biblioteca Nacional de España. Su palacio en Zalamea de la Serena se convirtió en la primera "Corte Literaria de Castilla". Los intelectuales áulicos eran Elio Antonio de Nebrija, su maestro, frey Marcelo de Nebrija (hijo de Elio Antonio), comendador de la Puebla, el rabino Abraham Zacuto, astrólogo, Hernán Núñez, poeta, frey Alonso de Torres y Tapia, cronista de la Orden de Alcántara, frey Gutierre de Trejo, jurista, Alonso Gómez de Soria, alcaide de la fortaleza de Alcántara, Juan González de Parra, médico, Abasurto, judío astrólogo, Solórzano, músico, David de Castro, contador.
Prueba de la fructífera relación que se estableció entre Zúñiga y Nebrija es el ejemplar de las Introductiones Latinae —depositado en la Biblioteca Nacional de Madrid— con el que el mecenas fue obsequiado. El ejemplar manuscrito es un magnífico códice escrito sobre vitela, caligrafiado con letra de tipo humanístico, iniciales y capitales de colores sobre planchas de oro bruñido, con títulos en rojo, esmeradamente manuscrito e iluminado como libro de texto para el alumno y mecenas. Antecede al texto una miniatura que ocupa todo el verso de la tercera hoja. En ella a la izquierda está representado Nebrija, sencillamente vestido, sosteniendo con ambas manos un libro abierto; en un estrado, presidiendo la estancia, Juan de Zúñiga, sentado ante un atril cubierto de ricas telas, apoya las manos sobre un libro abierto. Al lado de Nebrija un paje, de rodillas, sostiene un volumen cerrado; enfrente varios personajes, los personajes femeninos se cree que son las tres hermanas de Zúñiga que asisten a la lectura. Se desconoce el autor de la miniatura; que es ejemplo del buen gusto que adornó la llamada corte señorial de Juan de Zúñiga así como muestra de la cantidad de obras con que contaba la biblioteca de este mecenas, que sin embargo se dispersó a su muerte en 1504. En la Biblioteca Nacional de Portugal se conserva igualmente el códice titulado Comentarios de Eusebio, de Alonso Fernández de Madrigal, con los escudos de Juan de Zúñiga, que es una banda transversal de sable en campo de plata, como sus señas de identidad y pertenencia.
Juan de Zúñiga y Pimentel es autor de la obra 'Historia de los Reyes Godos y de las Órdenes Militares'. Hizo concluir por sus escribanos y miniadores el manuscrito Libro de las Horas de los Zúñiga', compuesto por su bisabuelo Diego López de Zúñiga en 1390. Un manuscrito original dedicado al papa Julio II conserva la Biblioteca Apostólica Vaticana. Consta de 268 hojas de pergamino, con figuras miniadas y capiteles policromos. La Biblioteca Real Monasterio de El Escorial conserva otro manuscrito, que fue regalado por un miembro de la Casa de Zúñiga al rey Felipe II.

## Arzobispo de Sevilla, Primado de España
Juan de Zúñiga y Pimentel poseyó una prebenda de la catedral de Burgos. Al fallecimiento de Diego Hurtado de Mendoza, arzobispo de Sevilla y primado de España el 12 de septiembre de 1502, fue nombrado por los Reyes Católicos en octubre de 1502 arzobispo de Sevilla y confirmado por bula del papa Julio II de 5 de mayo de 1503. Meses más tarde a instancias de los Reyes Católicos le concedió el papa Julio II el capelo cardenalicio, con el título de Santos Nereo y Aquileo, por bula del 29 de noviembre de 1503. Juan de Zúñiga tomó posesión del arzobispado de Sevilla por procuración el 18 de enero de 1504. A principios del mes de junio de 1504 hizo su entrada solemne en la catedral de Sevilla, deteniéndose en la ciudad pocos días y saliendo de ella el 17 de julio para pasar a la Corte.

## Muerte y sepultura
Juan de Zúñiga y Pimentel falleció cerca de Guadalupe el 27 de julio de 1504 viniendo de Sevilla, en la granja de Mirabel del monasterio de Guadalupe, Cáceres, Extremadura. Su cuerpo fue depositado temporalmente en la iglesia de Santa Catalina del monasterio de Guadalupe. Sus restos fueron trasladados en 1533 por su sobrino el fraile dominico Juan Álvarez de Toledo, entonces obispo de Córdoba, al convento de San Vicente Ferrer en Plasencia, donde fue sepultado en medio del crucero y capilla mayor de la Iglesia de San Vicente Ferrer. Sobre su sepultura se puso pendiente de la bóveda de la iglesia su capelo de cardenal.